# Alluaudina mocquardi
Alluaudina mocquardi är en ormart som beskrevs av Angel 1939. Alluaudina mocquardi ingår i släktet Alluaudina och familjen snokar. IUCN kategoriserar arten globalt som starkt hotad.
Artens utbredningsområde är Madagaskar. Inga underarter finns listade i Catalogue of Life. Honor lägger ägg.